# Jimmie Ward
James Ward (Racine, Wisconsin, 18 de julio de 1991) más conocido como Jimmie Ward, es un jugador profesional estadounidense de fútbol americano que se desempeña en la posición de safety en Houston Texans, equipo de la National Football League (NFL).

## Carrera
Fue seleccionado en la primera ronda en la Reunión Anual de Selección de Jugadores de la NFL de 2014. Hizo su debut profesional con el equipo San Francisco 49ers, en el cual jugó nueve temporadas (2014-2023), luego pasó a Houston Texans, donde lleva jugando una temporada.